# 헤븐 (2002년 영화)
헤븐(영어: Heaven)은 톰 티크베어 감독, 케이트 블란쳇, 조반니 리비시 주연의 2002년 범죄, 드라마 영화이다. 케이트 블란쳇 등이 주연으로 출연하였고 안소니 밍겔라 등이 제작에 참여하였다.

## 줄거리
이 영화는 이탈리아 토리노를 배경으로 한다. 영화는 젊은 이탈리아 카라비니에리 서기인 필리포(리비시)가 비행 시뮬레이터를 사용하여 헬리콥터 조종을 배우는 프롤로그 시퀀스로 시작된다. 그가 너무 극적으로 상승하여 가상 헬리콥터를 실수로 추락시키자, 그의 교관은 그에게 "실제 헬리콥터에서는 계속 위로만 올라갈 수 없습니다"라고 말하고, 필리포는 "얼마나 높이 날 수 있나요?"라고 묻는다.
영화는 이어서 필리파(블란쳇)가 고위 사업가의 도심 사무실에 폭탄을 설치할 준비를 하는 장면으로 넘어간다. 모든 것이 그녀의 계획대로 진행되지만, 그녀가 폭탄을 놓은 쓰레기통은 그녀가 떠난 직후 청소부에 의해 비워지고 나중에 엘리베이터에서 폭발하여 네 명이 사망한다.
필리파는 카라비니에리에 의해 추적당하고 체포되어 필리포가 근무하는 경찰서로 이송된다. 심문을 받던 그녀는 자신이 지역 학교의 영어 교사이며, 최근 여러 학생들이 마약 관련 원인으로 사망했음을 밝힌다. 그들이 모두 동일한 지역 카르텔로부터 공급받았음을 알게 된 그녀는 마약 조직의 리더들의 이름을 가지고 카라비니에리에 연락하여 개입을 간청했지만, 반복적으로 무시당했다.
궁지에 몰린 그녀는 자신이 표적으로 삼았던 사업가, 즉 카르텔의 리더를 죽이기로 결심한다. 심문 과정에서 필리포(상관들을 위해 그녀의 진술을 번역하고 있던)는 필리파와 사랑에 빠지고 그녀가 카라비니에리 구금에서 탈출하도록 돕는다. 그녀가 원래 목표였던 마약왕을 죽인 후, 두 사람은 법의 도망자가 되어 시골로 도주하고, 그곳에서 마침내 필리파의 친구 중 한 명과 함께 피난처를 찾고 마침내 관계를 완성한다.
그들이 숨어 있는 집을 당국이 급습하자, 도망자들은 앞마당에 주차된 카라비니에리 헬리콥터를 훔쳐 공중으로 탈출한다. 지상의 경찰관들은 그들을 향해 반복적으로 발포했지만, 비행체가 점점 더 높이 올라가 마침내 사라지면서 아무 소용이 없었다.

## 출연
- 케이트 블란쳇
- 조반니 리비시
- 레모 기론
- 스테파니아 로카
- 알레산드로 스퍼두티